# Friends (Aura Dione)
Friends è un singolo della cantante danese Aura Dione, realizzato insieme al team statunitense Rock Mafia e pubblicato nel 2012. Il brano è estratto dal secondo album in studio della cantante Before the Dinosaurs.

## Tracce
- CD Singolo

1. Friends (Rock Mafia & David Jost Radio Mix)
2. Friends

- Download digitale

1. Friends (Rock Mafia & David Jost Radio Mix) – 4:00
2. Friends – 3:42
3. Friends (Van Beil Remix) – 4:59
4. Friends (Banks & Rawdriguez Drumstep Remix) – 3:40
5. Friends (Banks & Rawdriguez Moombathon Remix) – 3:18
6. Friends (Bodybangers Remix) – 5:22

## Classifiche
| Classifica (2012) | Posizione massima |
| ----------------- | ----------------- |
| Bulgaria          | 1                 |